# Bern Hardy
Bern Hardy (eigentlich Horst Bernhardi; * 21. September 1906 in Berlin; † November 1988) war ein deutscher Dichter, der sieben Gedichtbände mit vor allem maritimem Hintergrund veröffentlichte. Nach einem Suizidversuch im Februar 1987 starb Horst Bern Hardy im November 1988.

## Werke
- Flaschenpost in einhundert Gedichten dargeboten. Albatros Verlag Velmede, Hamburg 1960
- Lyrisches Logbuch. Albatros Verlag, Hamburg 1963
- Zwischen Kimm und Himmelsrand. Albatros Verlag, Hamburg 1966
- Herz auf großer Fahrt. Koehler, Herford 1970; 2. Auflage, 1978; 3. Auflage, 1990
- Lockruf der See. Koehler, Herford 1973
- Eine Sixpencemütze voll Wind. Koehler, Herford 1977
- Wenn Rasmus in die Tasten greift. Koehlers, Herford 1981